# Scinax crospedospilus
Scinax crospedospilus és una espècie de granota endèmica del Brasil.